# Vasile Grigore Latiș
Vasile Grigore Latiș (n. 28 octombrie 1933, Cufoaia, județul Maramureș — 28/29 august 2007)) a fost un etnolog, folclorist și poet din Maramureș.
Lucrarea Spațiul și timpul în sistemul păstoritului din Maramureșdin 1988 constitue teza sa de doctorat.